# Francisco Gabicacogeascoa Ibarra
Francisco Gabicagogueascoa Ibarra, conegut com a Francisco Gabica o Patxi Gabika, (Ispaster, 31 de desembre de 1937 - Bilbao, 7 de juliol de 2014) va ser un ciclista basc, que fou professional entre 1960 i 1972, en què aconseguí 21 triomfs, entre els quals destaca la Volta ciclista a Espanya de 1966.
Com a amateur destaca la segona posició al Tour de l'Avenir de 1961, rere Felice Gimondi. Aquell mateix any va debutar a la Volta a Espanya. Va prendre part en sis edicions del Tour de França, sent el millor resultat la setena posició aconseguida en l'edició de 1966. Al Giro d'Itàlia va guanyar una etapa, i quedà 8è el 1967 i 9è el 1968.

## Palmarès
- 1961
  - Vencedor d'una etapa de la Bicicleta Basca
- 1962
  - 1r al Gran Premi de Primavera
- 1963
  - Vencedor d'una etapa del Circuito Montañés
- 1964
  - 1r al Campionat Basco-navarrès de muntanya
  - Vencedor d'una etapa de la Volta a Catalunya
  - Vencedor d'una etapa de la Dauphiné Libéré
- 1965
  - 1r al Gran Premi de Zumaia
  - Vencedor de 2 etapes de la Volta a Llevant
  - Vencedor de 2 etapes de la Volta a Catalunya
- 1966
  -  1r a la Volta a Espanya i vencedor d'una etapa
  - Vencedor d'una etapa de la Dauphiné Libéré
- 1967
  - Campió d'Espanya de Regions en CRE, amb Biskaia
  - Vencedor d'una etapa al Giro d'Itàlia
- 1968
  - Vencedor d'una etapa de la Volta a Catalunya
- 1970
  - 1r al Gran Premi de Villafranca de Ordizia

### Resultats a la Volta a Espanya
- 1961. 30è de la classificació general
- 1962. 5è de la classificació general
- 1963. 5è de la classificació general
- 1964. 9è de la classificació general
- 1965. 6è de la classificació general
- 1966. 1r de la classificació general. Vencedor d'una etapa
- 1967. Abandona
- 1968. 13è de la classificació general. 1r del Gran Premi de la Muntanya
- 1969. 16è de la classificació general
- 1970. 22è de la classificació general
- 1971. 35è de la classificació general

### Resultats al Tour de França
- 1963. 14è de la classificació general
- 1964. 13è de la classificació general
- 1965. 10è de la classificació general
- 1966. 7è de la classificació general
- 1969. 24è de la classificació general
- 1970. 23è de la classificació general

### Resultats al Giro d'Itàlia
- 1967. 8è de la classificació general. Vencedor d'una etapa
- 1968. 9è de la classificació general
- 1971. 33è de la classificació general